# کن مک‌آرتور
کن مک‌آرتور (انگلیسی: Ken McArthur؛ ۱۰ فوریه ۱۸۸۱ – ۱۳ ژوئن ۱۹۶۰) ورزشکار دو و میدانی اهل آفریقای جنوبی بود.
از افتخارات وی میتوان به کسب مدال طلا دو ماراتن در بازی‌های المپیک تابستانی ۱۹۱۲ اشاره کرد.